# Gare de Pontorson - Mont-Saint-Michel
Gare de Pontorson - Mont-Saint-Michel vasútállomás Franciaországban, Pontorson településen.

## Vasútvonalak
Az állomást az alábbi vasútvonalak érintik:
- Lison–Lamballe-vasútvonal
- Ligne de Pontorson au Mont-Saint-Michel

## Kapcsolódó állomások
A vasútállomáshoz az alábbi állomások vannak a legközelebb:
- Gare d’Avranches (Gare de Lison, Lison–Lamballe-vasútvonal)
- Gare de Dol-de-Bretagne (Gare de Lamballe, Lison–Lamballe-vasútvonal)